# Gaffelbräcka
Gaffelbräcka (Saxifraga trifurcata) är en stenbräckeväxtart som beskrevs av Heinrich Adolph Schrader. Gaffelbräcka ingår i Bräckesläktet som ingår i familjen stenbräckeväxter. Arten har ej påträffats i Sverige. Utöver nominatformen finns också underarten S. t. multifida.

## Bildgalleri

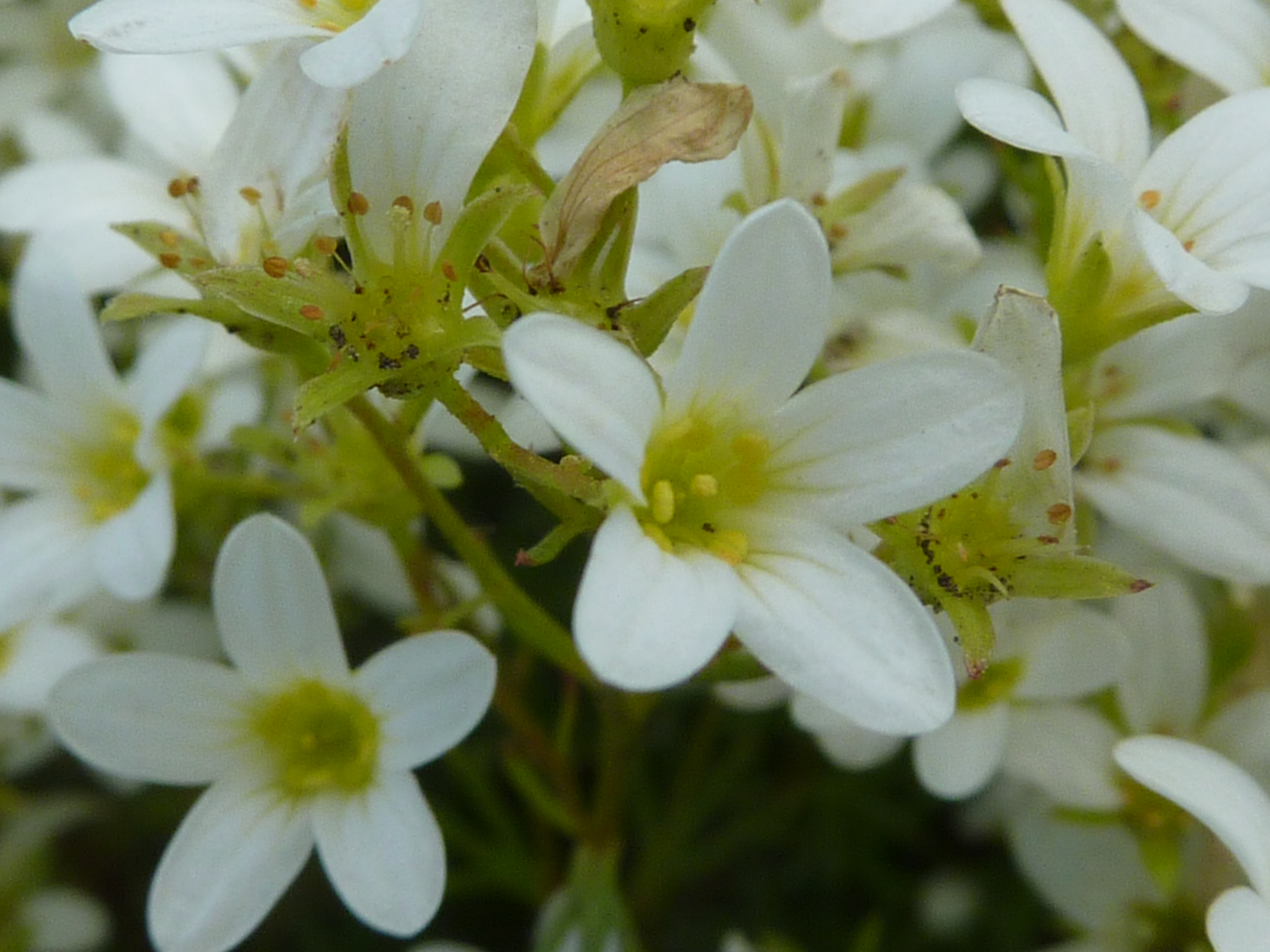
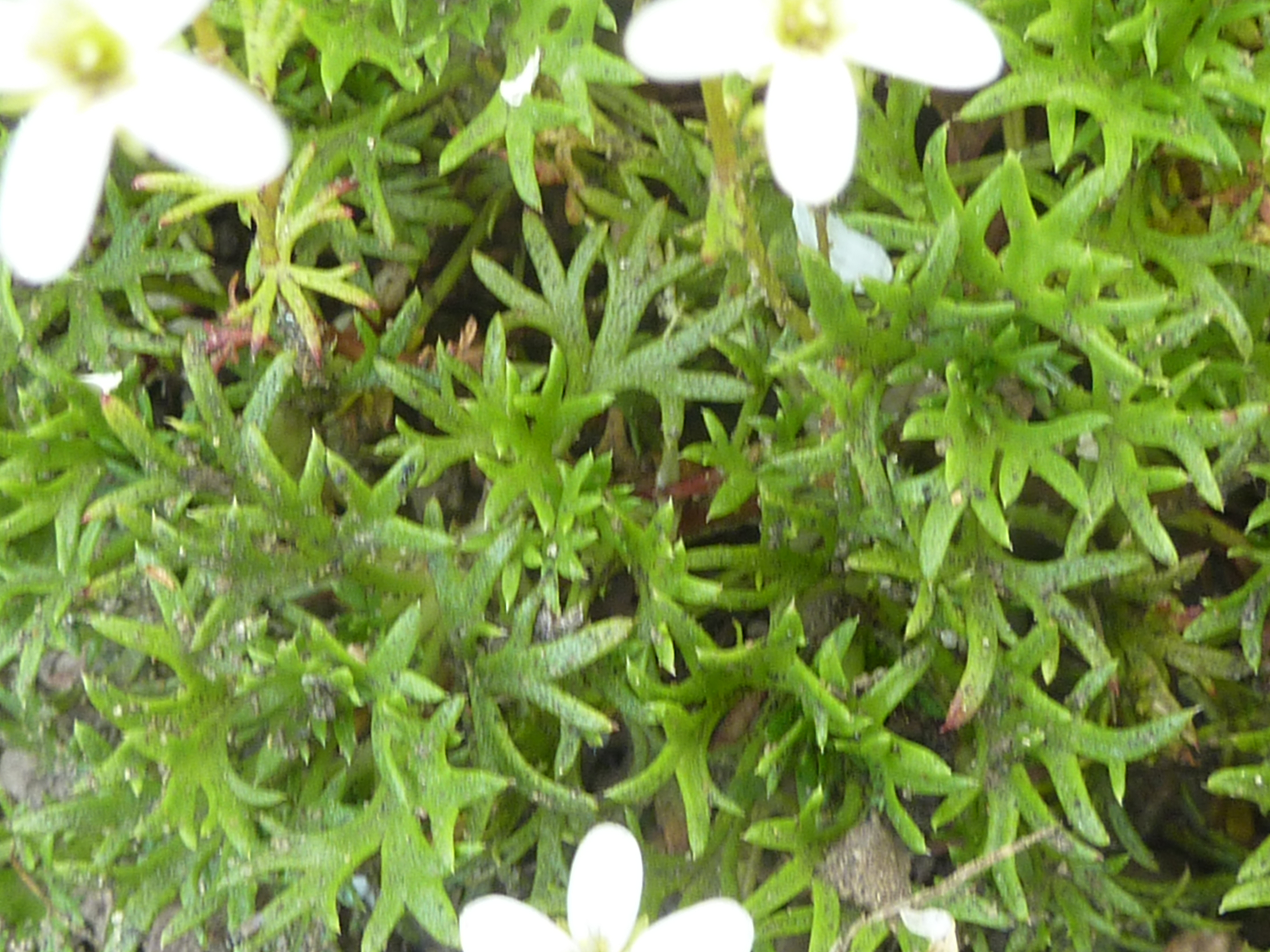
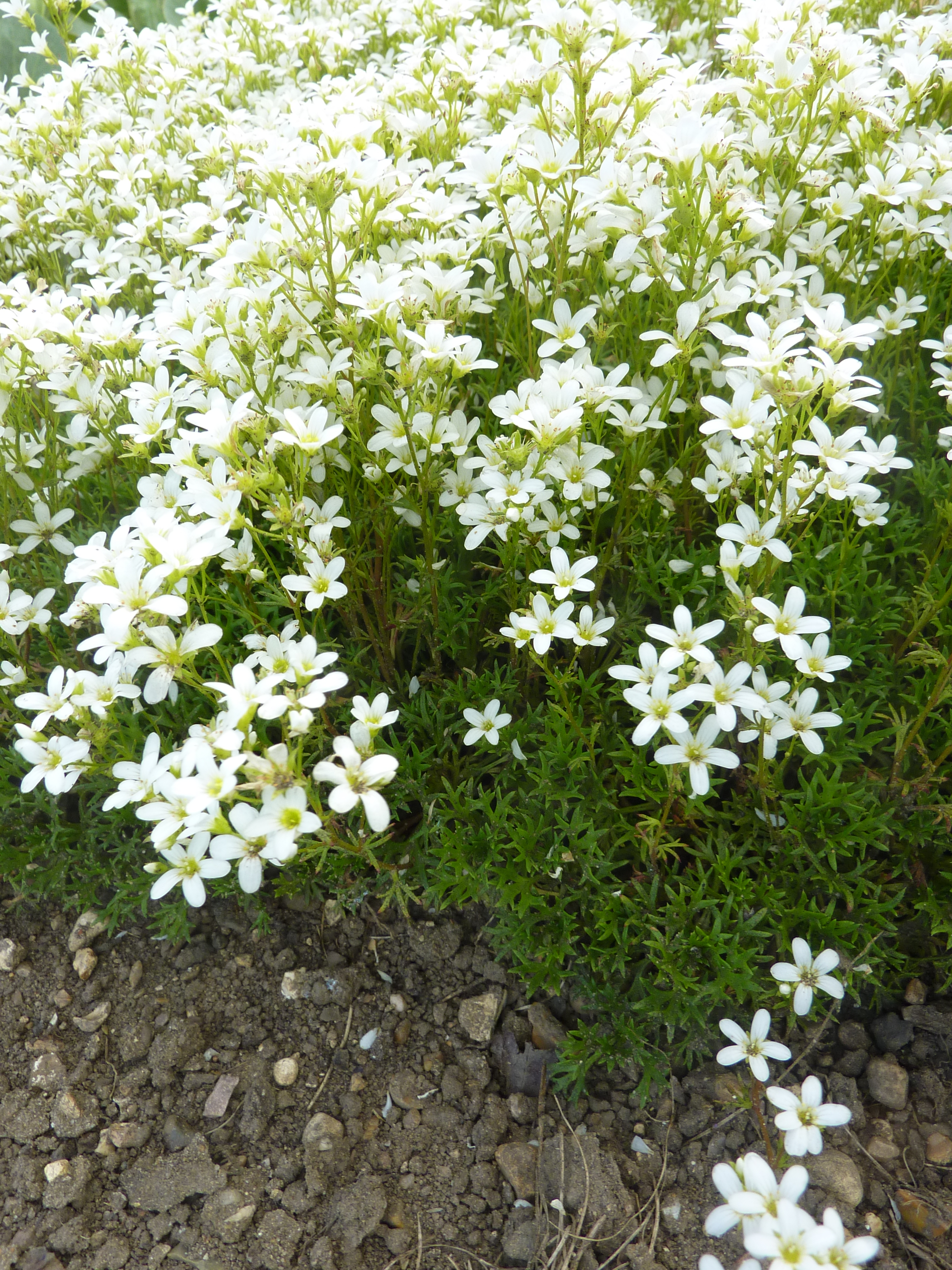
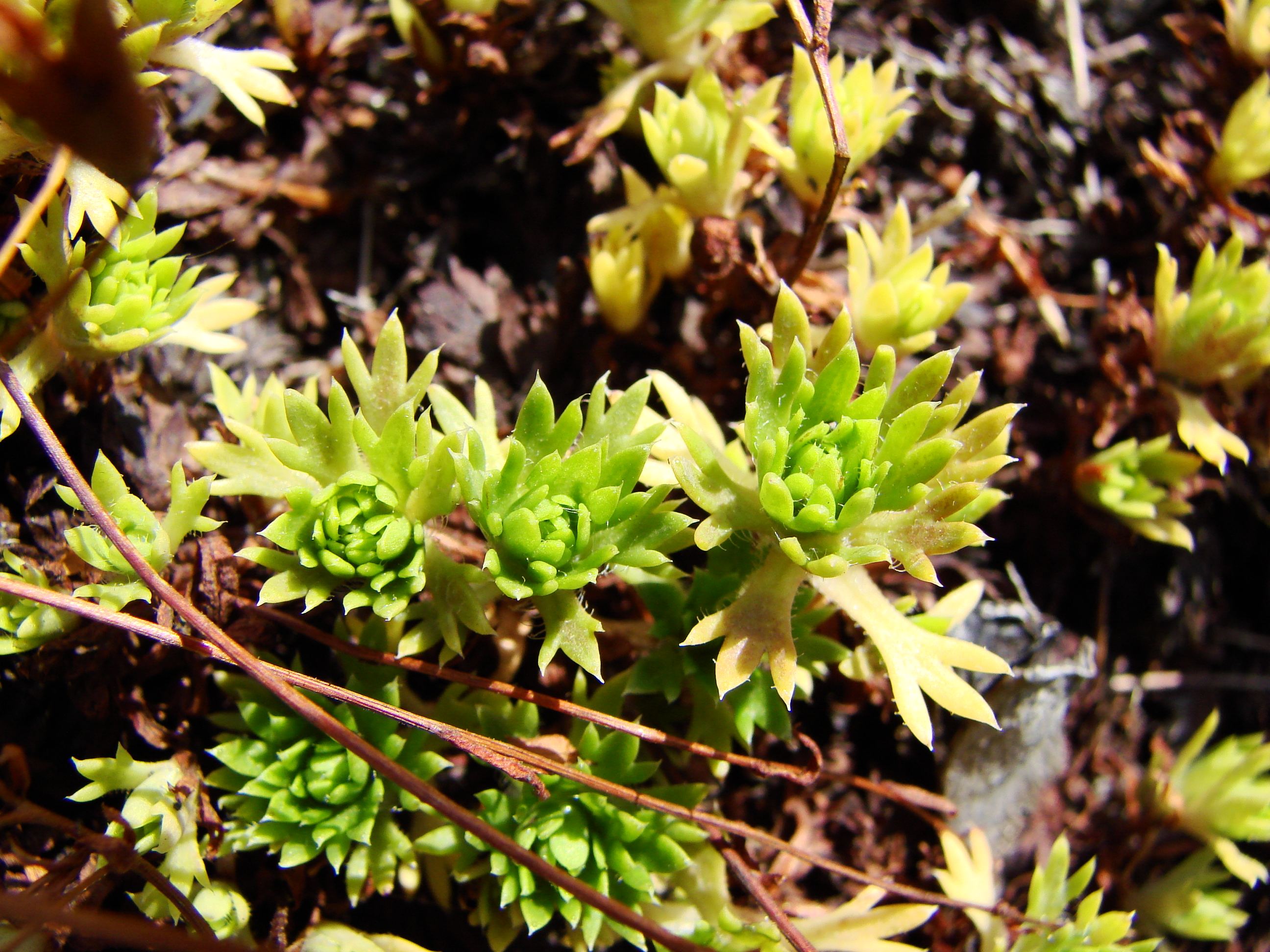
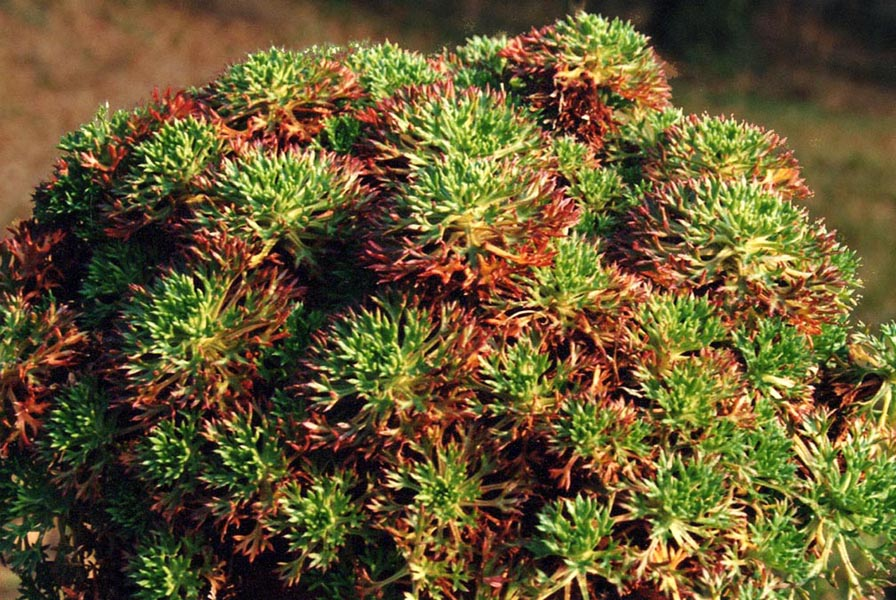
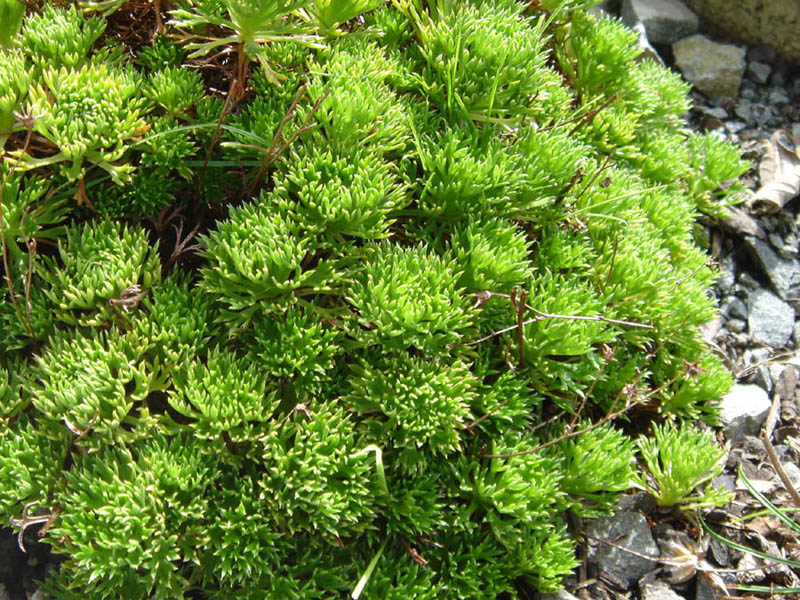